# Lüneburger SK
|  |
|  |

Der Lüneburger Sport-Klub von 1901 e. V. (abgekürzt: LSK) war der älteste und erfolgreichste Fußballverein der Region Lüneburg.

## Geschichte
Der LSK wurde am 1. April 1901 von 14 Männern als Lüneburger Fußball-Club (L.F.C.) gegründet. Die Schreibweise wurde am 20. Juni 1903, wahrscheinlich wegen einer Rechtschreibreform, zu Lüneburger Fußball-Klub (L.F.K.) geändert. Eine weitere Änderung des Namens erfolgte bereits wenige Monate später am 4. September 1903 in Lüneburger Fußball-Klub von 1901.
1905 gehörte der Klub zu den Gründungsvereinen des Norddeutschen Fußball-Verbandes. Am 25. April 1912 wurde er in Lüneburger Sport-Klub (LSK) umbenannt.
Er spielte ein Jahr in der Oberliga Nord (1951/52), der damals höchsten Spielklasse des Fußballs im DFB. Nach vielen Auf- und Abstiegen, unter anderem spielte der Verein von 1998 bis 2001 in der drittklassigen Regionalliga, und finanziellen Schwierigkeiten wurde der LSK in der Saison 2005/2006 sowie 2006/2007 Tabellenzweiter der Niedersachsenliga Ost. Damit verpasste er den Aufstieg in die Oberliga jeweils knapp. Mit dem zur Saison 2007/2008 in den Wilschenbruch gewechselten Trainer Ralf Sievers, einem ehemaligen Bundesligaprofi von Eintracht Frankfurt und vom FC St. Pauli, gelang im Jahr 2008 zum zweiten Mal in der Vereinsgeschichte nach 1993 der Einzug in die erste Hauptrunde des DFB-Pokals. In diesem Wettbewerb trat der Verein bereits unter dem neuen Namen FC Hansa Lüneburg an.
Präsident Manfred Harder, ein ehemaliger Bundesligaschiedsrichter, hatte sich als Ziel gesetzt, den LSK zu sanieren. Dazu fusionierte der verschuldete Verein mit der Fußballabteilung des Lüneburger SV. Die anderen Abteilungen sollten bestehen bleiben. Der neue Verein trug zunächst den Namen FC Hansa Lüneburg, wurde aber zum 1. Juli 2011 offiziell in Lüneburger Sport-Klub Hansa von 2008 e. V., abgekürzt LSK Hansa, umbenannt.

## Bekannte ehemalige Spieler
- Riccardo Baich
- Marinus Bester
- Elard Ostermann
- Patrick Owomoyela
- Jens Scharping
- Sebastian Selke
- Ralf Sievers
- Jan-André Sievers
- Jörg Sievers
- Rainer Zobel
- Hans-Jürgen Ripp
- Fabian Stenzel
- Detlef Olaidotter